# Hypendalia microscopica
Hypendalia microscopica là một loài bướm đêm trong họ Erebidae.